# بدرجيخ سميتنا
بدرجيخ سميتنا (بالتشيكية:Bedřich Smetana) (ولد في 2 مارس 1824 - 12 مايو 1884) هو ملحن موسيقي تشيكي.
كان سميتانا موهوبًا بشكل طبيعي كمؤلف، وقدم أول عرض عام له في سن السادسة. بعد التعليم التقليدي، درس الموسيقى تحت جوزيف بروكش في براغ. تمت كتابة موسيقاه القومية الأولى خلال انتفاضة براغ عام 1848، والتي شارك فيها لفترة وجيزة. بعد الفشل في تأسيس حياته المهنية في براغ، غادر إلى السويد، حيث أسس كمدرس ومعلم في جوتنبرج، وبدأ في كتابة أعمال أوركسترالية واسعة النطاق. خلال هذه الفترة من حياته، تزوج سميتانا مرتين؛ وأنجب ست بنات، توفيت ثلاث في سن الطفولة.

## روابط خارجية
- بدرجيخ سميتنا على موقع IMDb (الإنجليزية)
- بدرجيخ سميتنا على موقع الموسوعة البريطانية (الإنجليزية)
- بدرجيخ سميتنا على موقع ميوزك برينز (الإنجليزية)
- بدرجيخ سميتنا على موقع أول موفي (الإنجليزية)
- بدرجيخ سميتنا على موقع قاعدة بيانات برودواي على الإنترنت (الإنجليزية)
- بدرجيخ سميتنا على موقع قاعدة بيانات الأفلام السويدية (السويدية)
- بدرجيخ سميتنا على موقع إن إن دي بي (الإنجليزية)
- بدرجيخ سميتنا على موقع أول ميوزيك (الإنجليزية)
- بدرجيخ سميتنا على موقع ديسكوغز (الإنجليزية)
- بدرجيخ سميتنا على موقع قاعدة بيانات الفيلم (الإنجليزية)